# オートバイ用エンジン

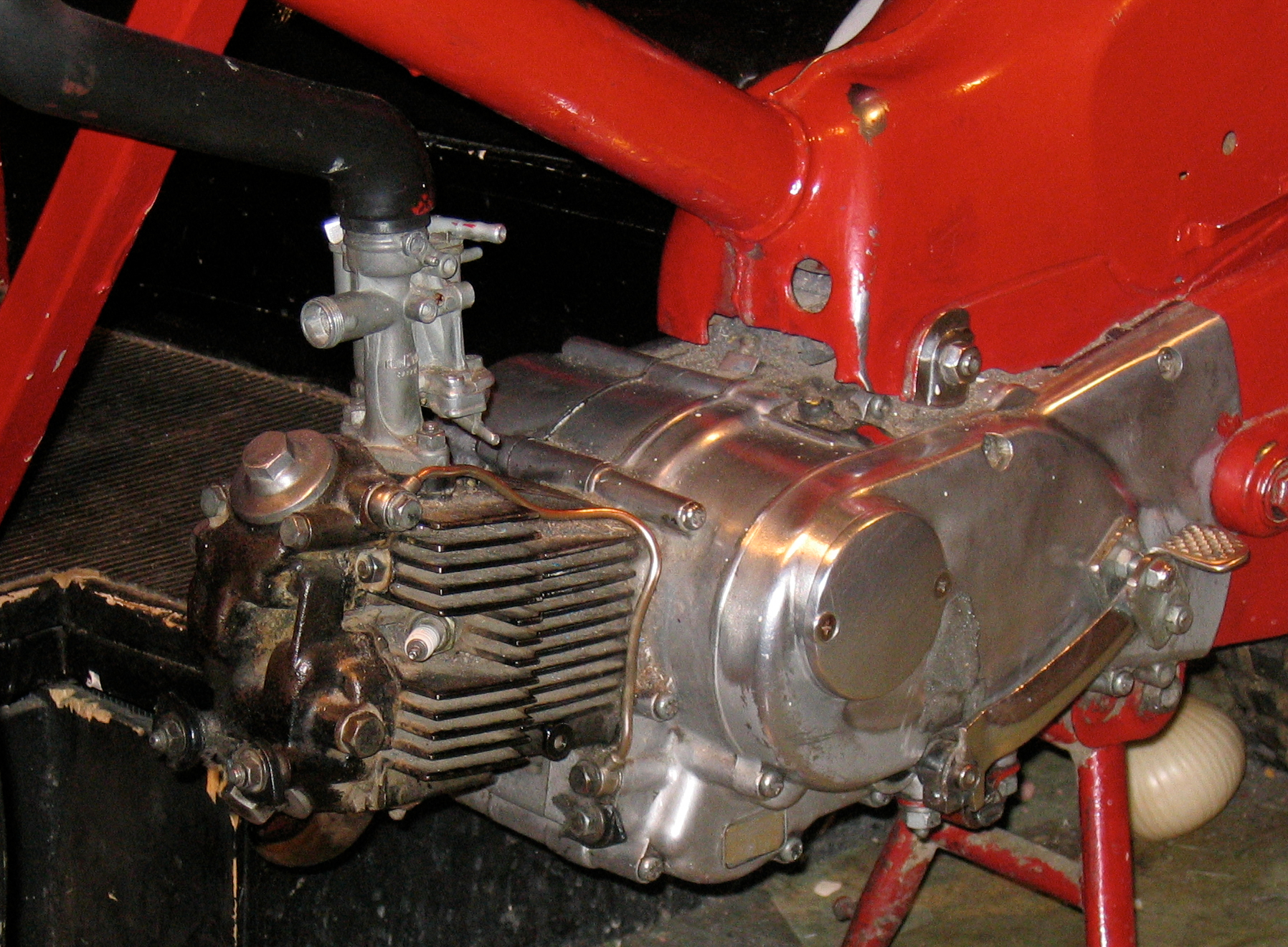
ホンダ・スーパーカブのエンジン。50ccの横型単気筒エンジンだが、全世界通算で1億基以上が生産された記録を持つオートバイ用エンジンである。

オートバイ用エンジン（オートバイようエンジン）とは、オートバイへ搭載されるために設計された原動機である。
ガソリンエンジンが主流であるが、他の内燃機関や電動機なども存在する。

## 概要
実用性を重視した車種では、安価で低燃費かつ整備がしやすい、小排気量の単気筒エンジンが搭載される場合が多い。趣味性の高い車種では、排気量の大きな物や複雑な機構の物などが採用され、エンジン特性や運転音、外観などに趣味性を求められる場合が多い。オートバイはエンジンが露出して搭載されている場合が多く、デザインの一部ともなっている。シリンダー構成やシリンダーヘッドの種別、冷却形式やエキゾーストパイプの構成などを外観から識別可能である。
1990年代以降に市販されているオートバイのエンジンはレシプロエンジンが主流で、小排気量のものも含めて4ストローク機関が採用される場合が多い。排気量が400cc以上の2ストローク機関は、公道走行用の市販車では1970年代から1980年代に多少見られたが、排ガス規制が強化される以前の1990年代初頭には姿を消し、ロードレース用でも世界選手権の競技規定が変更された2002年から急速に採用例が減少した。1970年代から1980年代は、オランダのバンビーン、ドイツのDKW(ハーキュレス)、イギリスのノートン、そして日本のスズキがロータリーエンジンを搭載したオートバイを発売していた。特殊な例としてMTT・タービン・スーパーバイクは航空機用のガスタービンエンジンを搭載している。
搭載方向はクランクシャフトが進行方向に対して横向きの横置きエンジンが多いが、縦置きエンジンの車種も存在する。オートバイのメーカーによっては、ある特定のエンジン形式に特化した製品構成を持ち、そのメーカーの伝統とされることもある。アメリカのハーレーダビッドソンによる横置きの狭角V型2気筒エンジン、イタリアのモト・グッツィによる縦置き90度V型2気筒エンジンなどが代表的な例である。

## 歴史

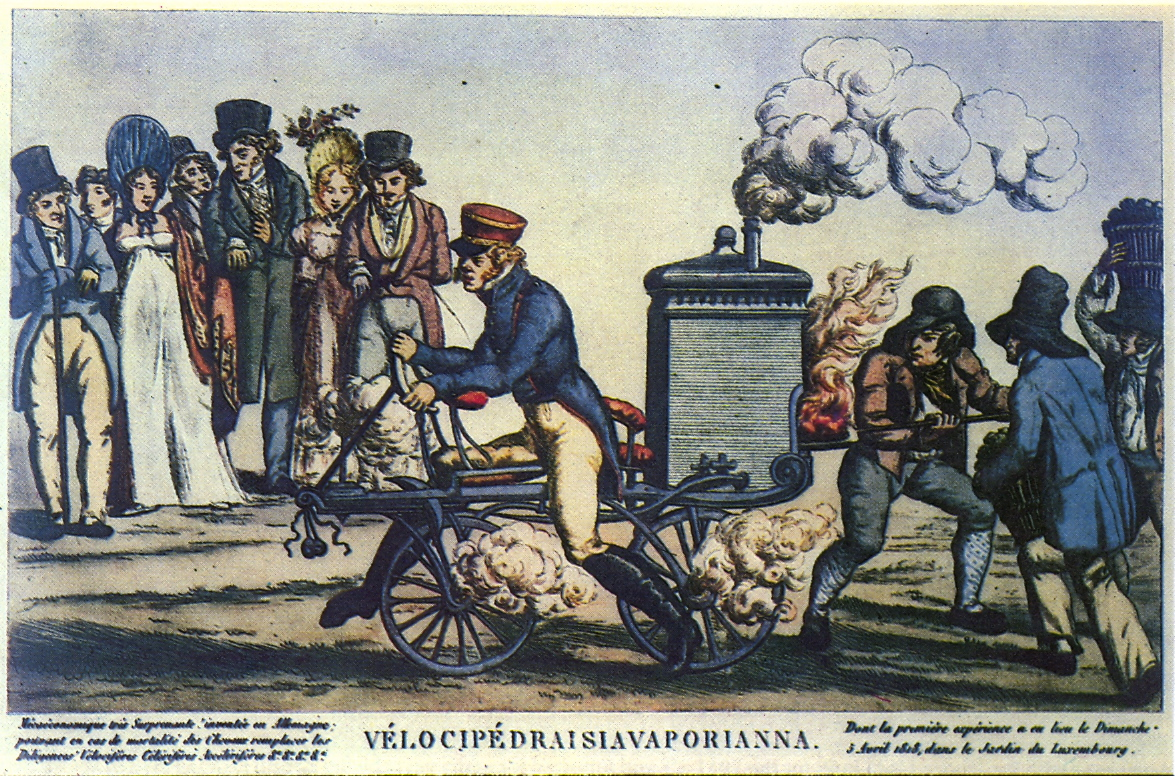
史上最古のオートバイ用エンジンのコンセプトを示す絵。 それまではMichaux-PerreauxやRoper steam velocipedeが史上初のオートバイ用エンジンと考えられていたが、1818年に描かれたこの絵の発見により、それよりも更に以前から蒸気機関によるオートバイの構想が存在していたことが明らかになった。

史上初めてのオートバイ用エンジンは蒸気機関で、製造された記録が残る最古の物は1868年のフランスのMichaux-Perreaux steam bicycleと1869年にアメリカのRoper steam velocipedeが製造した二輪車と三輪車であった。この蒸気機関オートバイは自転車のフレームを利用し、エンジンは搭乗者の後方に載せられた。
内燃機関が初めてオートバイに用いられたのは、1885年にゴットリープ・ダイムラーの手で製作されたDaimler Reitwagenである。ダイムラーはオートバイそのものを開発するというよりも、自身が造り上げたガソリンエンジンのテストを主目的として二輪車に載せただけであった。オートバイ史やオートバイ用エンジンの歴史では、ダイムラーのオートバイが「二輪自動車」という定義を確立させた史上初のオートバイとされ、前述の蒸気機関オートバイは長年の間除外されてきた経緯が存在した。オックスフォード英語辞典においても、最初のオートバイはダイムラーのオートバイであるとされており、蒸気機関型オートバイの存在には触れられてはいない。イギリスのNational Motor Museumにおいても、Michaux-Perreauxの展示に至るまでには「最初のオートバイの定義」を巡る多くの議論と長い年月を要した。
内燃機関と安全型自転車が登場すると、現在のオートバイのようにフレームの中央部分にエンジンを配置する形式に移行していった。20世紀の初め頃にはインホイールエンジンなど、様々な形のエンジン搭載方法も試作されたが一般化することはなかった。また、現在のスクーターのスイングアームのような搭載方式は1940年頃までにほぼ確立したとされている。
2000年代中期以降はクリーンエネルギーへの関心が高まり、電動機を搭載した電動オートバイも登場している。特に中国においては零細町工場が製作する電動スクーターの広まりが先進諸国より先んじて見られる。
ブラジルなどの一部の国ではエタノール燃料への対応を行う動きなども見られる。
ディーゼルエンジンを搭載するディーゼルオートバイの研究は20世紀から既に行われていたが、近年は特に軍事用途における研究が盛んになってきており、アメリカ軍は自軍車両の全ての燃料をジェット燃料の一種であるJP-8に統一する目的でクランフィールド大学と川崎重工業に共同研究を行わせていた。その結果、カワサキ・KLR650にディーゼルエンジンを搭載したM1030 M1(Kawasaki KLR650s)を開発して制式採用された。

## ガソリンエンジン

### 2ストロークと4ストローク
4ストロークエンジンは2ストロークに比べて、扱いやすいトルク特性を持ち、低燃費で排ガスの炭化水素濃度が低いほか、潤滑管理が容易でエンジン寿命が長いなど、利点が多いことから古くから広く用いられている。小排気量の車種でも1970年代までは4ストロークエンジンが主流であったが、1980年にヤマハ・RZが発売されたのを機に、小排気量でも高出力が得られる利点や、旧来は欠点とされてきた扱いにくいエンジン特性が持つ趣味性が注目され、小排気量の車種を中心に2ストロークエンジンの採用車種が増えた。しかし、1990年代には世界的な規模の排ガス規制が実施されるようになり、2000年頃には2ストロークエンジンはほとんど採用されることがなくなった。

### シリンダーヘッド
吸排気のバルブトレーンを構成し、エンジンの性能や特性を大きく左右する。加えて、オートバイではエンジンの重心位置が車体の重心位置に大きく影響を及ぼすことから、シリンダーヘッドの重量や大きさなども意識した設計が行われる。
エンジンが露出しているオートバイでは、外観上の特徴をもたらす部品の一つでもあり、識別要素として扱われる例もある。ハーレーダビッドソンのVツインエンジンの場合にはフラットヘッドやパンヘッドなど呼ばれてハーレーのエンジンの変遷の上で区別される。BMWの水平対向エンジンの場合には特に外観上の特徴として影響を及ぼすため、エアヘッドやオイルヘッドとよばれて区別される。ドゥカティの場合にはバルブトレーンの機構が大きく異なり、ベベルヘッドやデスモドロミックなどと呼ばれて区別される。
オートバイ用エンジンはその性格から、古くよりマルチバルブなどの高度なバルブトレーンを持つものが少なくなかった。ヤマハ発動機は1気筒当たり吸気3、排気2のバルブを配置した5バルブエンジンをハイエンド車種を中心に積極的に展開している。
可変バルブ機構を採用した車種も少なくない。ホンダは1983年にオートバイ用エンジンでは初の可変バルブ機構であるREV(Revolution-modulated valve control、回転数応答型バルブ休止機構
)を採用したCBR400Fを発売した。これは低回転域で吸排気バルブを一つずつ休止させるシステムであった。その後、バルブリフトやタイミングを可変できるバルブ機構を搭載した車種も開発されるようになった。

### ギアボックス
オートバイのトランスミッションは、戦前から戦後間もなくの頃までは、エンジンから独立したギアボックスを持つ分離式ギアボックスが用いられていた。その後、エンジンとギアボックスが一体化した内蔵式ギアボックスが登場し、エンジンが小型化した。しかし一方で、オートバイ用エンジンオイルにトランスミッションやクラッチの潤滑能力も要求されることにもなり、自動車用のエンジンオイルとは別にオートバイ用オイルがJASOにより規格制定されることに繋がった。

### 排気量
オートバイ用エンジンの排気量は、小さいものではモペッドなどに搭載される25cc程度のものから、大きいものでは1800cc程度のものが生産されている。アメリカではエンジンの排気量をキュービックインチ(cu.in)で表し、そのままそのエンジンの固有識別詞として用いる場合も多い。
オートバイの免許や税制度では排気量によって区分され、国ごとに区分が違う場合が多い。日本では400ccを境に免許区分が異なっていることから、日本市場向けの400ccエンジンを搭載したヨーロッパメーカーの車両が多く生産されていた歴史的経緯が存在する。
なお、単純な排気量の多寡の面では、ボスホスやカノンが5730ccや8200ccのV型8気筒を搭載した製品を現在でも販売しており、過去には少数生産ながらも8300ccのV型10気筒を搭載したダッジ・トマホークなどの事例もあったが、これらは四輪車用エンジンをオートバイに搭載したものであり、オートバイ用エンジンとして製造されたものではない。

### シリンダー数とシリンダーレイアウト
一般的には比較的小型のオートバイは単気筒若しくは2気筒エンジンを用いる場合が多く、大型のオートバイは4気筒エンジンを用いる場合が多い。しかし、それとは異なる傾向として低回転域のトルクを重視する大型オートバイにおいては大排気量の単気筒や2気筒エンジンが用いられる場合もある。大型のものには6気筒エンジンが用いられる場合もある。なおオートバイ用エンジンでは、横置きの直列型エンジンを並列と呼ぶことも多い。

#### 単気筒

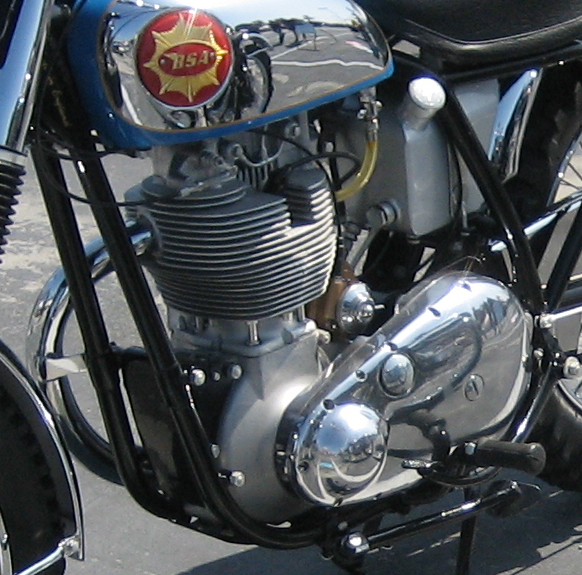
1960年式BSA・ゴールドスターの単気筒エンジン

単気筒エンジンはシングル、あるいは稀にサンパー(thumper)と呼ばれ、オートバイ用エンジンとしては最も古い歴史を持つ。ビジネスバイクやスクーターではシリンダーがほぼ水平に倒した状態で搭載される例が多い。単気筒エンジンは構造が簡素で整備性が高いことから、部品コストや整備費用が安く、小型化しやすい利点がある。2気筒以上のエンジンよりも爆発間隔が長く、大きなフライホイールが必要となり、アクセルに対するレスポンスは緩やかなものとなる。
1950年代まではノートン・マンクスなどのオンロードレーサーも大排気量の単気筒エンジンを用いていたが、レスポンスの緩やかな特性がレースにおいてはネックとなり、大排気量部門においては次第に単気筒エンジンは廃れていくことになった。一方で、低回転域から粘り強いトルクを発揮しやすい特性を活かせるオフロードレースでは、大きな排気量の単気筒エンジンが用いられることがある。大排気量の単気筒エンジンは特有の排気音を発生し、これを「鼓動感」と呼んで好むユーザーも少なくない。

#### 2気筒

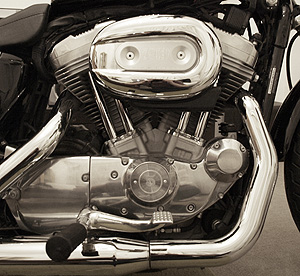
2006年式ハーレーダビッドソン・スポーツスター883の横置きV型2気筒エンジン

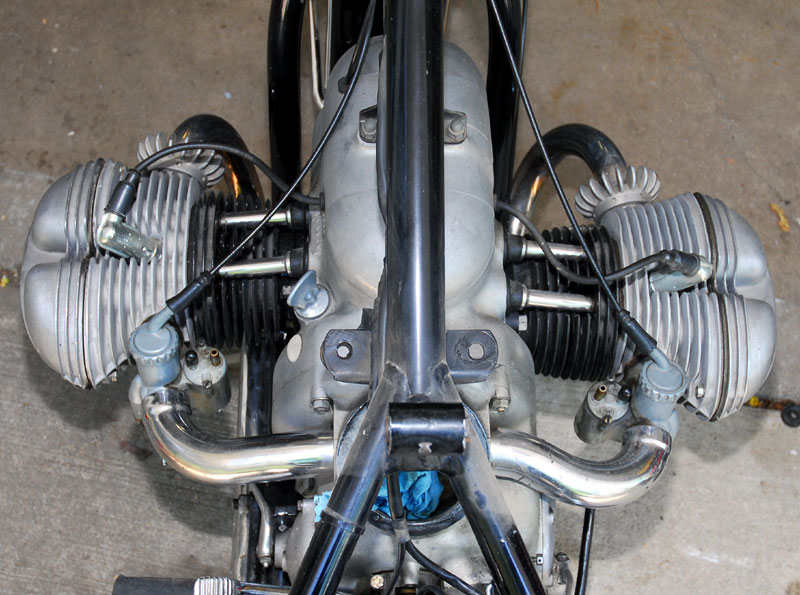
1952-54年式BMW・R68の縦置き水平対向2気筒エンジン

オートバイ用エンジンとして採用される例が多いものの一つで、ツインと呼ばれることが多い。

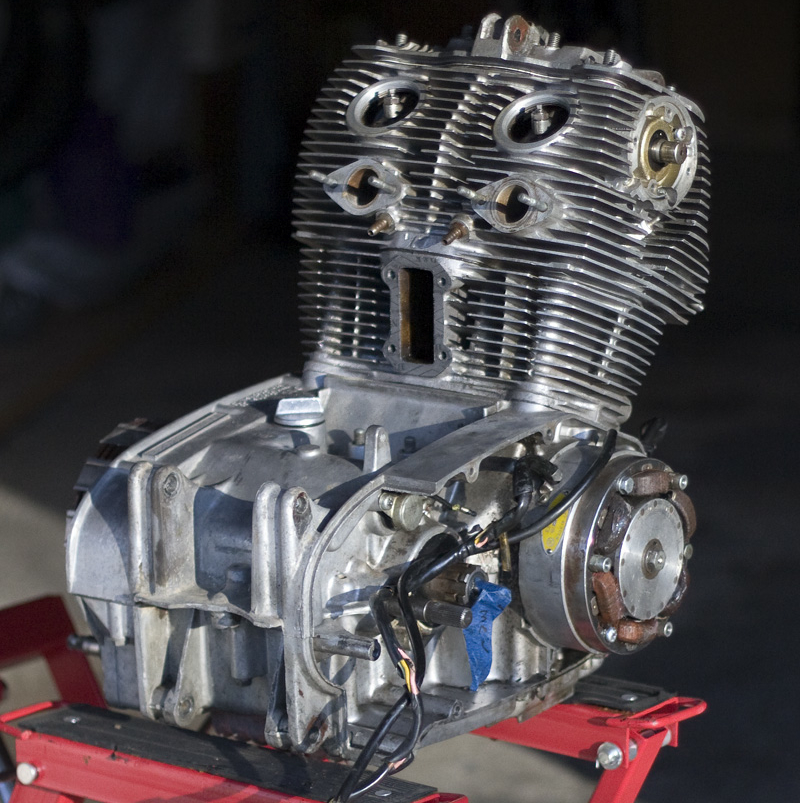
1962年式ホンダ・CB77 スーパーホークの305cc横置き直列2気筒エンジン

直列2気筒

オートバイ用エンジンとして直列2気筒は後述のV型2気筒と並んでポピュラーな形式であり、横置きの場合はパラレル・ツインとも呼ばれる。直列2気筒は特にイギリスや日本のオートバイで多く採用されてきた。
一般的にシリンダーを垂直に近く立てて配置されることが多く、空冷直列エンジンでは走行風を各シリンダーに均等に当てるため、シリンダーが進行方向に対し横に並ぶ横置きエンジンとすることが多い。しかしイギリスのサンビーム・S7/S8などのように、シリンダーが進行方向に対し縦に並ぶ縦置きエンジンとしたものもある。水冷方式が普及した近年ではエンジンの低重心化のためにシリンダーを水平に近く倒すレイアウトが採られる場合も多い。
日本では1959年にホンダがマン島TTレースに投入したRC141/142および、両者の事実上の市販仕様ともいえるホンダ・ベンリィスーパースポーツCB92が初の事例で、この系統は2005年までホンダ・CB125Tに受け継がれていた。

V型2気筒

V型2気筒エンジンはシリンダーバンクが描く「V字」が車体の中で大きく目立つ事が特徴であり、Vツインとも呼ばれる。
ハーレーダビッドソンやドゥカティをはじめとする多くの車種では横置きを採用するが、モト・グッツィやホンダ・CX500のように縦置きのものもある。シリンダーバンク角度は45度や90度など、メーカーにより様々あり、ハーレーダビッドソンやヴィンセント・モーターサイクルなどのアメリカのメーカーは45度を採用し、ドゥカティとモト・グッツィは1960年代から90度のシリンダーバンクを採用している。45度は点火時期や点火順序によっては大きな振動が発生しがちであるが、逆にその振動をオートバイの大きな個性として好むユーザーも少なくない。
また、クランクシャフトのクランクピンの配置も二種類あり、ハーレーダビッドソンはクランクピンを2つのシリンダーで共有する配置を採り、その他のメーカーの中には2つのシリンダーが独立したクランクピンを持つ配置を採るものも存在する。前者はシリンダーの配置をほぼ左右対称に近づけることが可能となるが、高回転まで回すセッティングには向かず、どちらかといえば低回転域のトルクと独特のサウンドを楽しむ用途に向いているとされる。後者は高回転まで回すセッティングに向いているが、シリンダーの配置がやや千鳥配置となりエンジンスペースを大きく取ってしまう問題があるとされる。

水平対向2気筒

オートバイでは水平対向2気筒も古くから用いられ、フラットツインとも呼ばれる。水平対向エンジンは左右のピストンが互いの振動を打ち消し合う作用を果たすため、他の形式と比較してエンジンの振動バランスが良い。
歴史的にはダグラス社製オートバイなどで横置きレイアウトが採用されたこともあるが、一般的にはBMWに代表される縦置きレイアウトが主流である。縦置き式水平対向2気筒は車体の左右に突き出したシリンダーが特徴であり、冷却効率に優れる反面、コーナリング時エンジン搭載位置によっては車体のバンク角度に大きな影響を与えかねないリスクも存在する。優れた冷却効率は、アメリカのハーレーダビッドソンが軍用オートバイとして開発したハーレーダビッドソン・XAで立証され、高速巡航時のシリンダーにおける油温は、同時期に投入されたV型2気筒のハーレーダビッドソン・WLAに比べ、56℃以上低かったという記録が残っている。しかし、原則的に水平対向2気筒は製造コストが高いエンジンであり、ハーレーダビッドソンもXAを一般市場に販売することはなかった。

タンデム2気筒

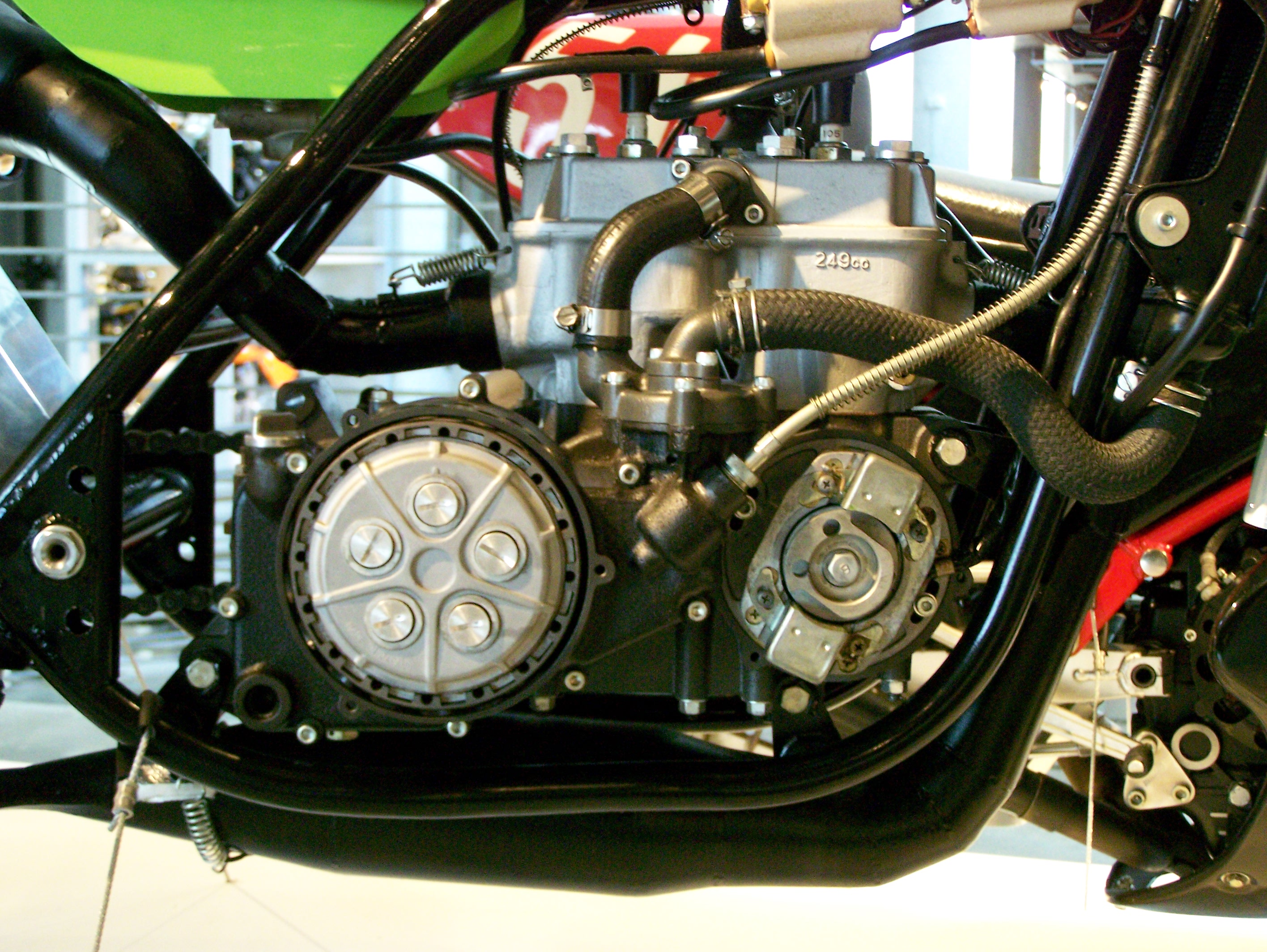
1976年型カワサキ・KR250 GPレーサーの横置きタンデム2気筒エンジン

タンデム2気筒は2つの単気筒エンジンを連結したU型エンジンの一種であり、川崎重工業製の2ストローク機関でのみ採用された。競技用車両ではKR250とKR350に横置き搭載され、市販車両でもレーサー仕様の360度同爆エンジンから180度交互点火に変更された上でカワサキ・KR250に搭載された。しかし、機構上の信頼性に乏しかったことから大きな成功を収めることなく、後継のKR-1では横置き直列2気筒が搭載されている。

#### 3気筒

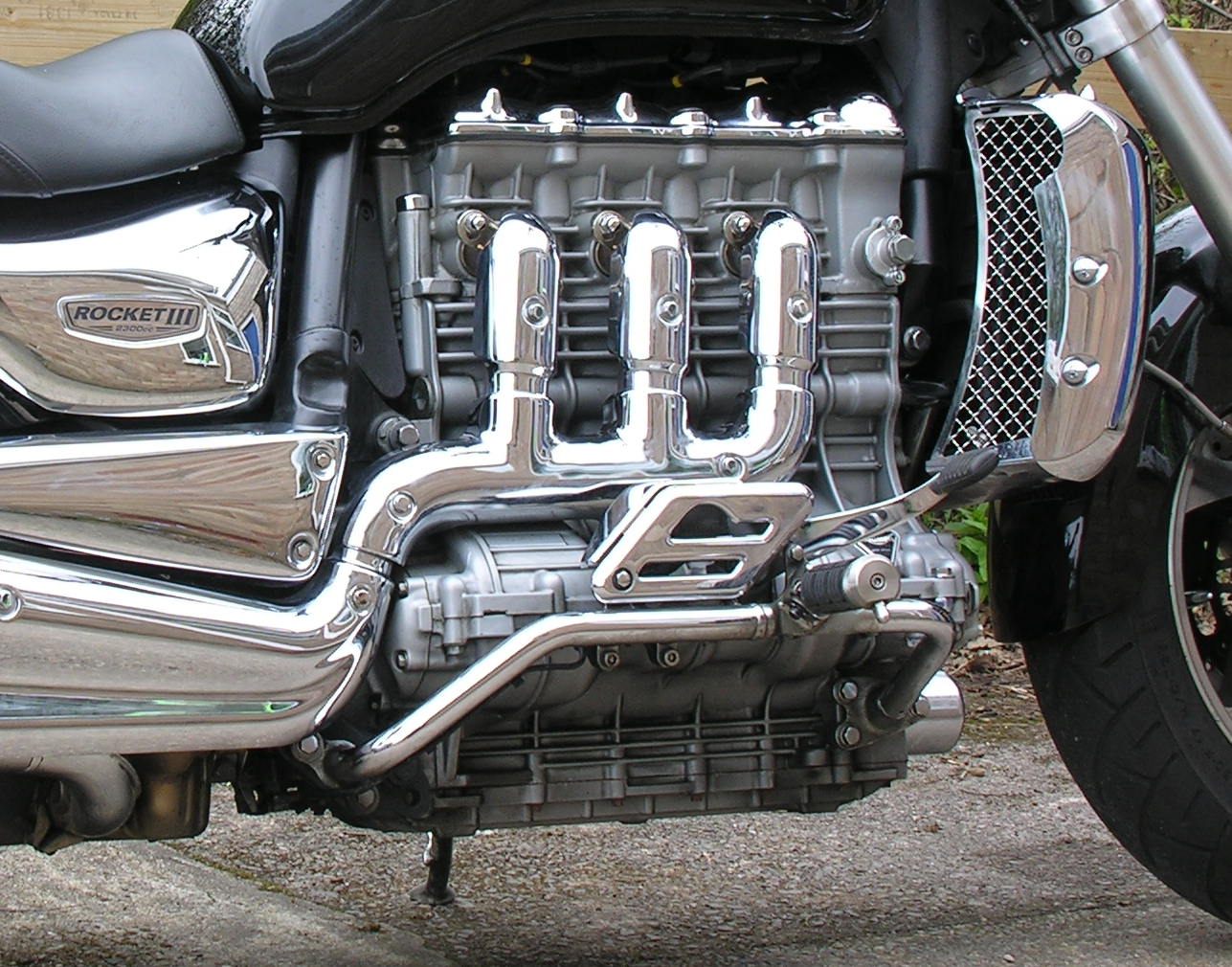
トライアンフ・ロケットIIIの縦置き直列3気筒エンジン

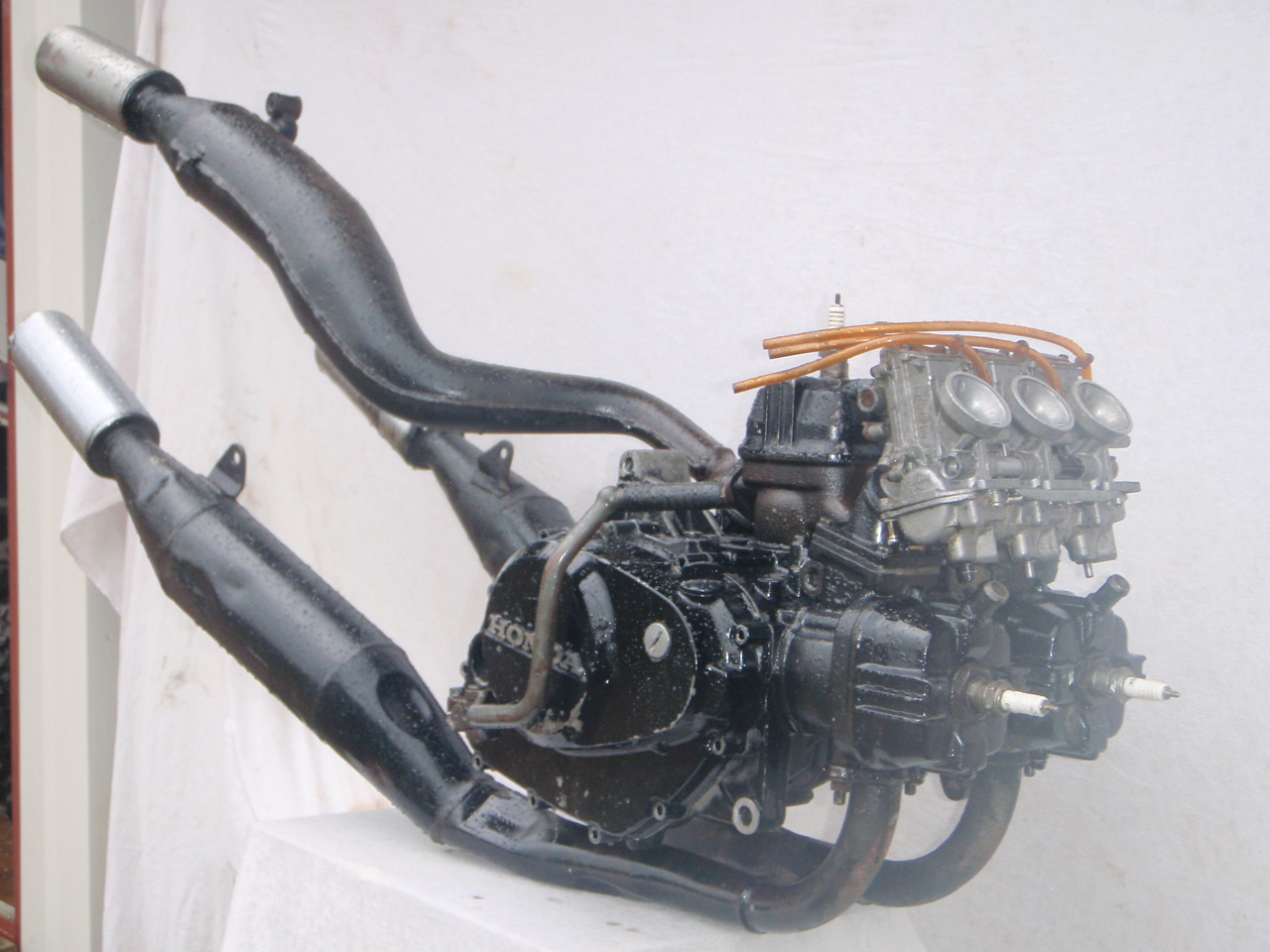
1983年式ホンダ・MVX250FのV型3気筒エンジン

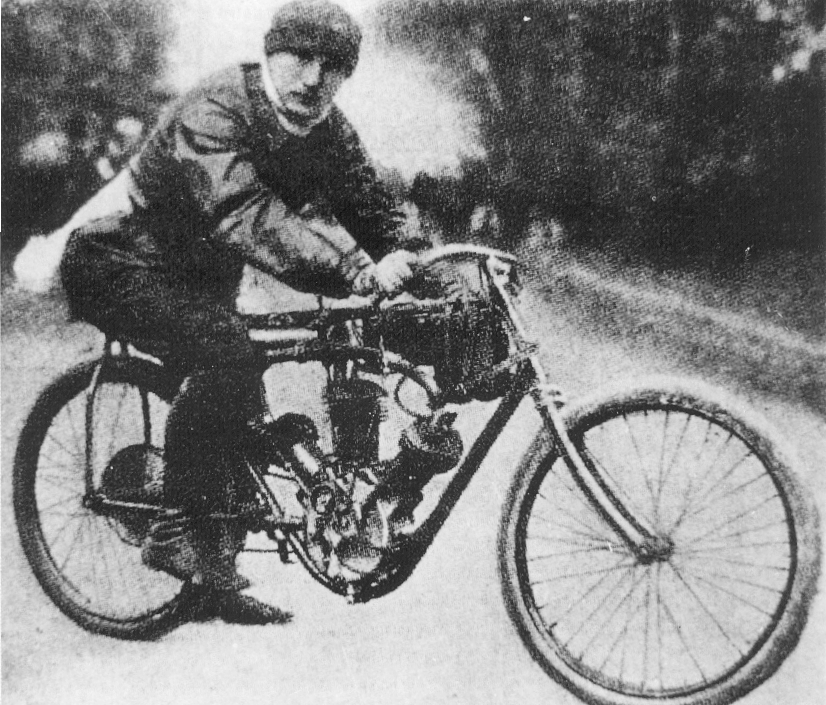
アレッサンドロ・アンザーニが1906年に開発したFan-W3エンジンを搭載するオートバイ

直列3気筒

オートバイ用エンジンとしての3気筒エンジンは少数派で、現在市販されているものは直列三気筒のみである。トリプルとも呼ばれる。
4ストロークエンジンでは、古くはイギリス・ヒンクレーに本拠を置くトライアンフの直列3気筒がその名を広く轟かせていた。トライアンフは幾度かの変遷を経て2004年に総排気量2300ccにも及ぶトライアンフ・ロケットIIIを発売している。ヨーロッパではトライアンフの他にイタリアのベネリ社がベネリ・Tre1130Kなどの高性能車を現在でも手がけている。その他にはイタリアのラベルダが1000-1200ccの直列3気筒を手がけており、BMWも1980年代から1990年代に掛けて縦置き750ccエンジンのBMW・K75を販売した。バーミンガム・スモール・アームズは1960年代にトライアンフと共同でBSA_Rocket_3/Triumph_Tridentを発売、後のトライアンフ・ロケットIIIの礎を築いた。日本においては、ヤマハ発動機が1970年代に自社で初めて開発した4ストロークエンジンを、ヤマハ・GX750に横置き直列3気筒として搭載し、2010年代にはヤマハ・MT-09（en:Yamaha MT-09）に自社の4ストローク直列3気筒を復活させた。
2ストロークエンジンにおいては直列3気筒は古くから比較的ポピュラーな形式であり、多くのメーカーがこの形式を手がけている。川崎重工業はカワサキ・マッハシリーズに250cc、350cc、400cc、500cc、750ccをラインナップさせ、同時期にスズキもスズキ・GT380やGT550、スズキ・GT750等を手がけている。フランスのモトベカンはモトベカン350/500というカワサキ・マッハのコピーバイクを製造していた。ロードレース世界選手権においては1970年代にカワサキがKR750、スズキがTR750をそれぞれ投入している。
直列4気筒と比べ性能面でのメリットが薄く多くのメーカーは生産を停止したが、独特の振動や出力特性を好むユーザーがいるためトライアンフではあえて採用を続けている。

V型3気筒

V型3気筒はV型エンジンの中でも特異な形式であり、オートバイ用エンジンとしてしか採用例が見られない。国産車で初めて搭載されたのはホンダ・MVX250Fであるが、このエンジンは振動を可能な限り減らすために前シリンダー2気筒と後シリンダー1気筒のピストン重量を同一とする奇策を採っていた。ホンダでこの他にはWGPレーサーのホンダ・NS500と、そのレーサーレプリカであるホンダ・NS400Rにしか採用されていない。
ホンダ以外では古くは1952年から1956年のDKWの350ccクラスのワークスレーサーに採用された例があり、近年ではケニー・ロバーツが率いたWGPチームである「チーム・ロバーツ」が、オリジナルマシンとしてマレーシアのモデナスと共同開発したモデナス・KR3が数少ない事例の一つである。

W型3気筒

オートバイ用エンジンにおけるW型3気筒は星型エンジンの流れを汲むものと、V型2気筒の強化の為に1気筒を追加したものに大別される。製造コストが高くなり、各シリンダーが均等に冷却されにくい問題があるため、この形式が採用されることは極めて稀である。
前者の例は1906年にアンザーニがオートバイ用のエンジンとして開発したものが挙げられる。このエンジンは後にルイ・ブレリオの飛行機「ブレリオ_XI」に搭載され、1909年にドーバー海峡横断飛行に成功した。
後者の例としては2000年にアメリカのエンジンビルダーのJim Feulingがハーレーダビッドソン・ツインカム88(95cu-in) 45度バンク空冷V型2気筒エンジンをベースに、もう1バンクを追加するためのアップグレードキットをリリースした事例が知られている。

#### 4気筒

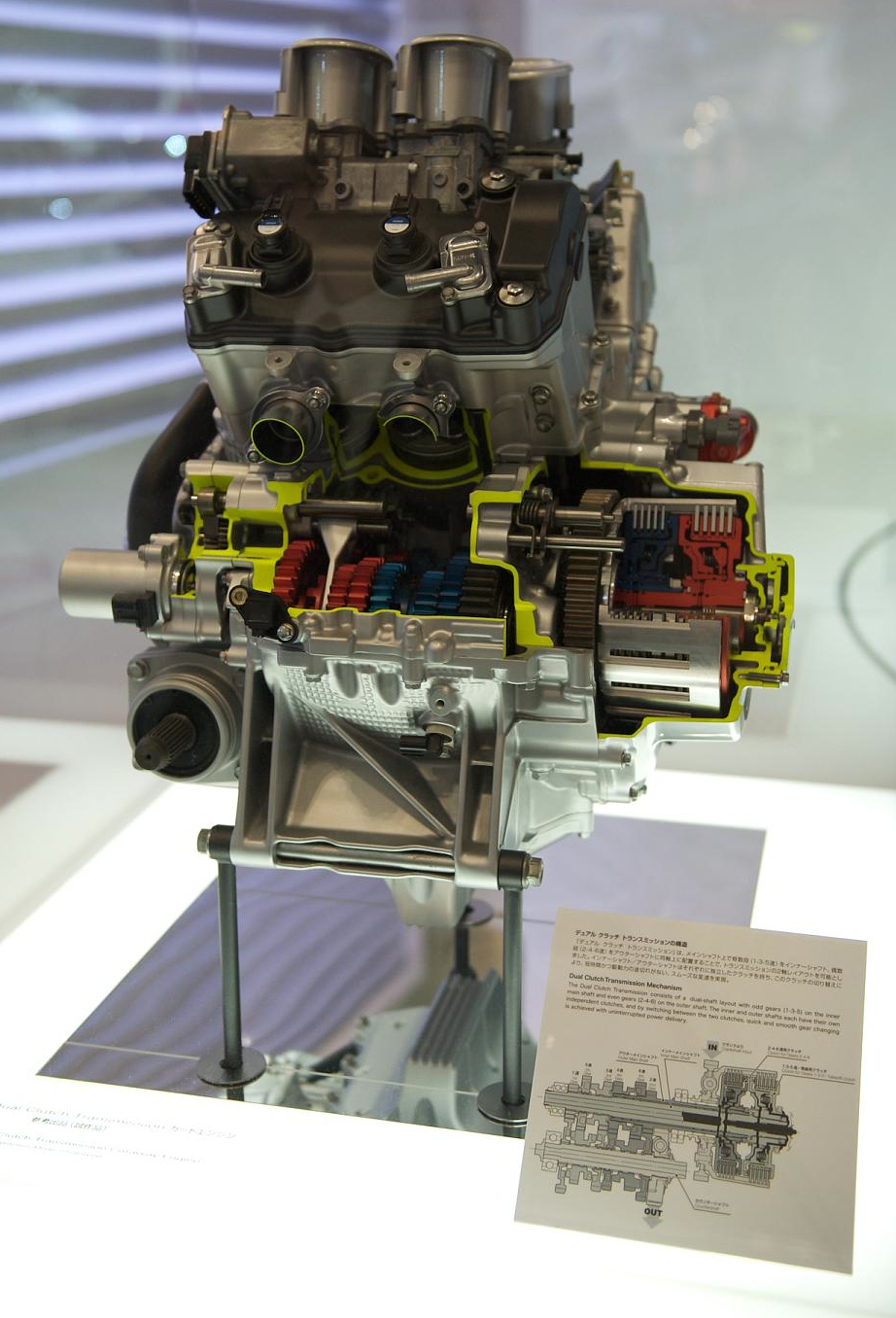
2009年式ホンダ・VFR1200FのDCT搭載V型4気筒エンジン

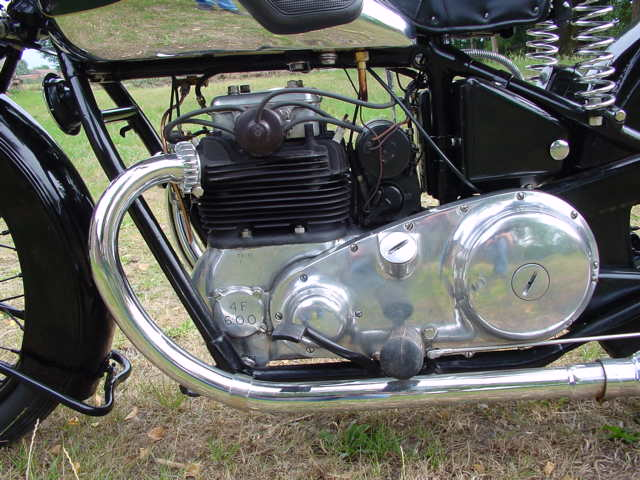
1932年式アリエル・スクエアフォア4Fの601ccスクエア4気筒エンジン

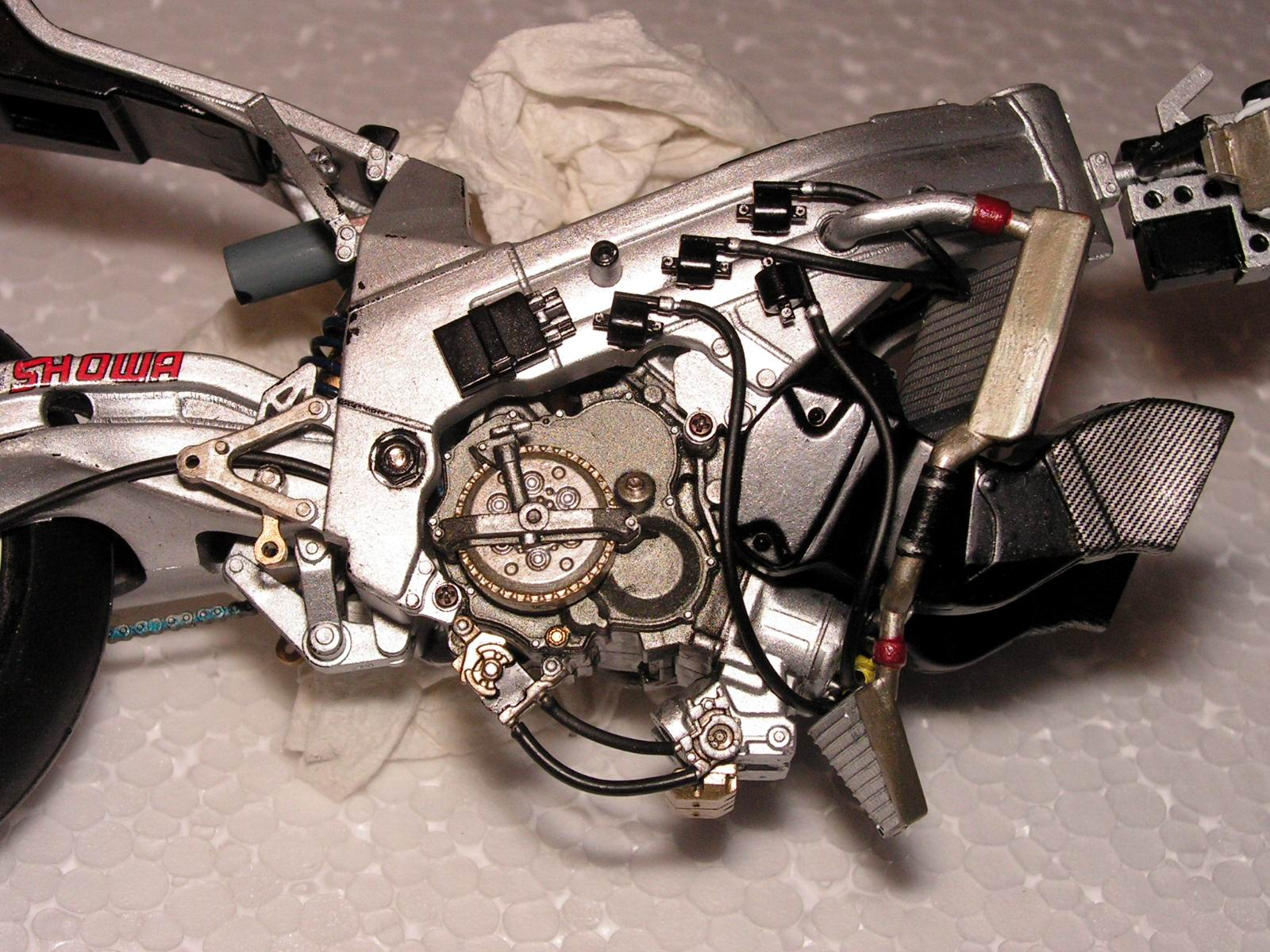
1998年式スズキ・RGV-Γ500の2軸式V型4気筒エンジン(タミヤ製1/12スケールモデル)

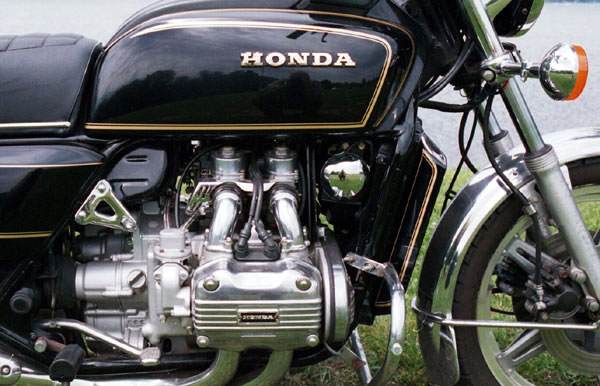
1978年式ホンダ・GL1000の水平対向4気筒エンジン

オートバイ用エンジンとして多く用いられているものの一つで、フォアとも呼ばれる。

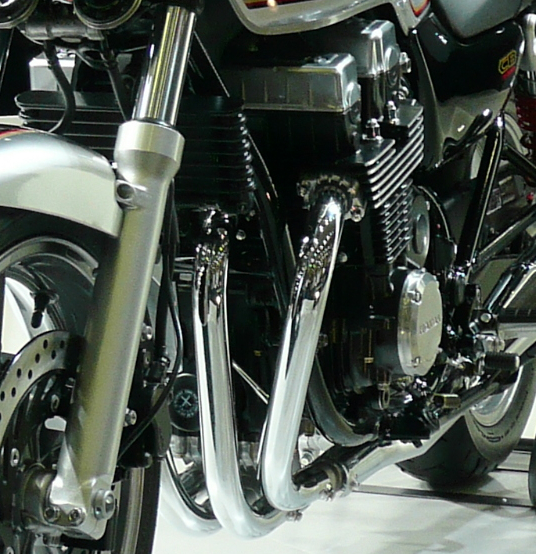
2007年式ホンダ・CB750の横置き直列4気筒エンジン

直列4気筒

直列4気筒は今日のオートバイ用エンジンの中では単気筒と並んで最もポピュラーな形式の一つである。一般的には横置きが多いが、BMW・K100の様に縦置きされる例も稀に見られる。カワサキ・エリミネーターなどのクルーザー型オートバイや、ヤマハ・FZ750テネレなどのオフロードバイクにも搭載され、一時はあらゆるジャンルの車種に採用されたが、現在では主にオンロードスポーツバイクを中心に広く搭載される。2ストロークエンジンではヤマハ・TZ500/TZ750などのロードレーサーのごく一部の車種でのみ用いられ、一般に市販された事例はほとんど無い。

V型4気筒

V型4気筒は4気筒エンジンでは直列4気筒に次いで多く用いられる形式である。ホンダはヨーロッパ向けツアラーのホンダ・STシリーズや、国内でも販売されるホンダ・VFRシリーズに横置きV型4気筒を採用している。2ストロークエンジンではカワサキが1960年代に125ccのロードレーサーとして製作したKR3(KA-II)と、1980年代から2000年代までのホンダ・NSR500に見られる程度である。

スクエア4気筒

スクエア4気筒はU型エンジンの一種で、直列2気筒エンジンを二基並行配列したものである。2本のクランクシャフトはギヤなどで連結されている。
1931年にイギリスのアリエル・スクエアフォアで初めて世に登場し、1960年代に一旦姿を消した。
1976年にスズキがロードレーサー用エンジンとして2ストロークのスクエア4気筒を採用し、レーサーレプリカのスズキ・RG500Γ/RG400Γのエンジンとして一般市販もされ、後に2軸式V型4気筒の原型ともなっている。
カワサキも一時期500ccロードレーサー用として開発を行っていたが、こちらは大きな成功を収めることなく終わっている。

2軸式V型4気筒

2軸式V型4気筒とはカタログデータ上はV型4気筒とされるエンジンであるが、構造上は角度の付いた前後各バンクに1本ずつのクランクシャフトが配置され、2本のクランクシャフトが1本のアウトプットシャフトを駆動するという、バンク間に角度の付いた4気筒U型エンジンである。その開発経緯によりスクエア4気筒からの派生系と分類されることもある。
ロードレース世界選手権500ccクラスの2ストロークエンジン搭載車両に見られる形式で、カワサキ、カジバ、スズキ、ヤマハなどがこの形式を採用した。ヤマハはレーサーレプリカとしてヤマハ・RZV500Rを販売していた。

水平対向4気筒

水平対向4気筒はオートバイ用エンジンとしては極めて採用例が少ない。歴史的にはホンダ・ゴールドウイングシリーズの初期のモデルであるGL1000/GL1100の他、数例程度にしか採用例がない。

#### 5気筒

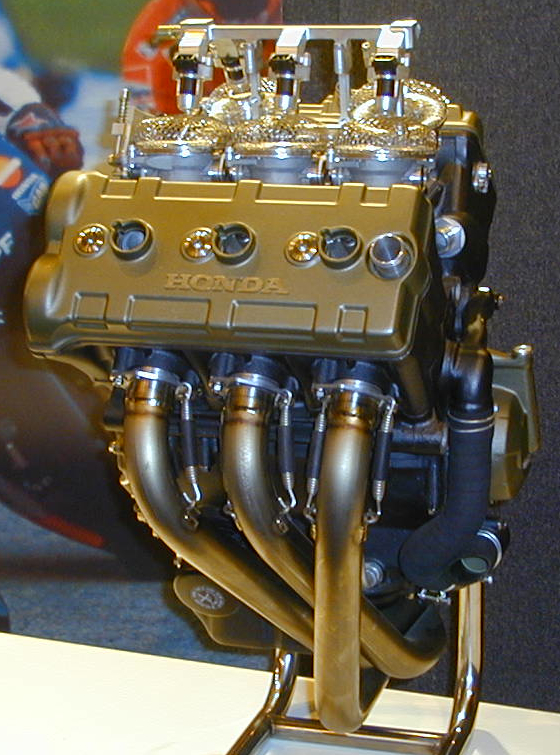
ホンダ・RC211VのV型5気筒エンジン

5気筒エンジンはオートバイ用エンジンで採用されることは極めて稀である。

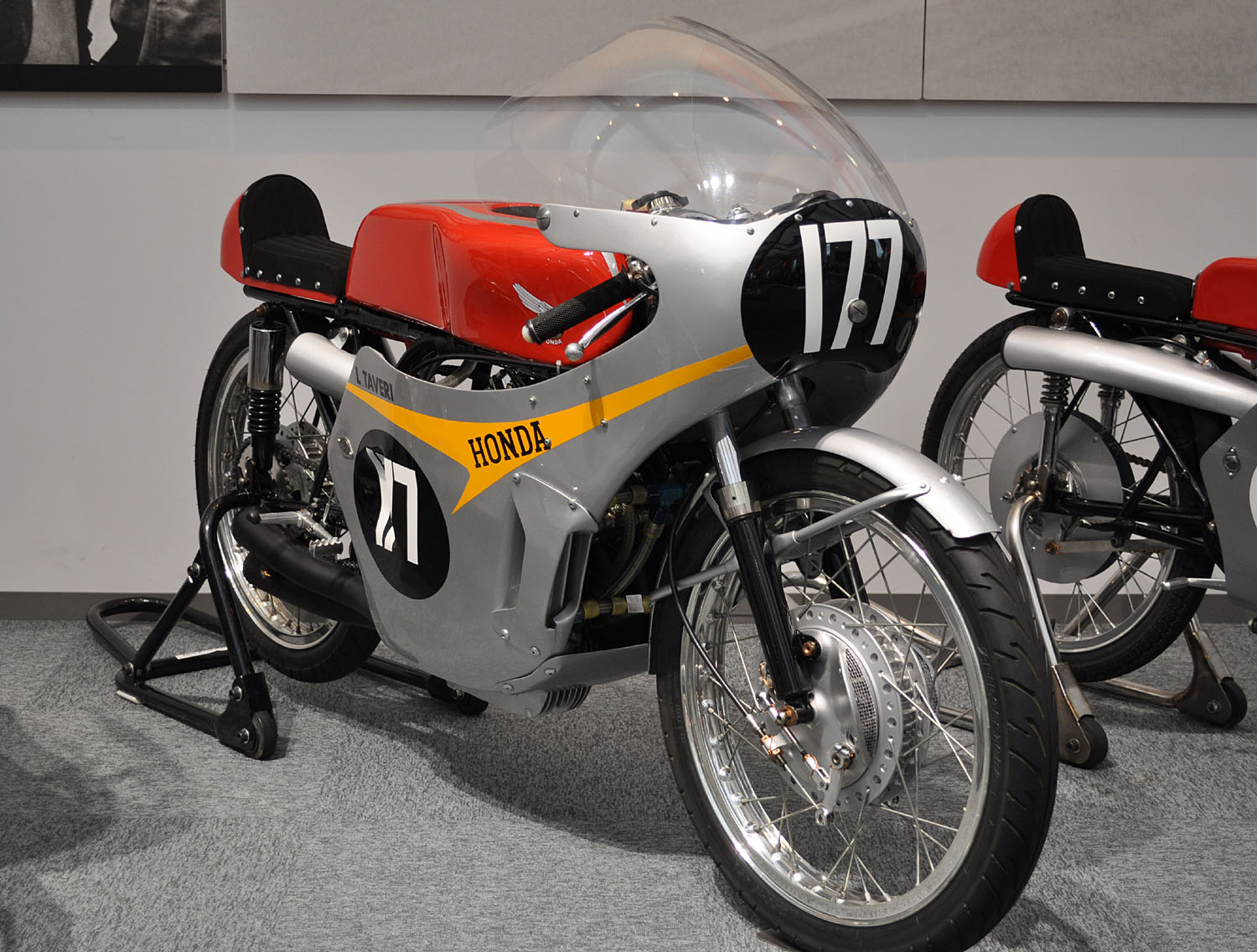
直列5気筒を採用した1966年式ホンダ・RC149

直列5気筒

1960年代のホンダのレース専用車両RC148/149にて125ccの横置き4ストローク直列5気筒が用いられたのが唯一の記録とされる。125ccでの5気筒は1シリンダー当たりの排気量は2ストロークの草刈機や模型用エンジンと変わらない25cc程度であり、加えて4ストロークであったために常に10000rpm以上を維持していなければ、自らのクランク・コンロッド重量でエンストしてしまう程のエンジンであったという。

V型5気筒

V型5気筒はホンダが2002年にMotoGPに投入した990ccのホンダ・RC211V用エンジンがほぼ唯一の事例である。このエンジンはケニー・ロバーツ率いるチームKRやモリワキエンジニアリングにも供給され、2006年まで使用された。

#### 6気筒

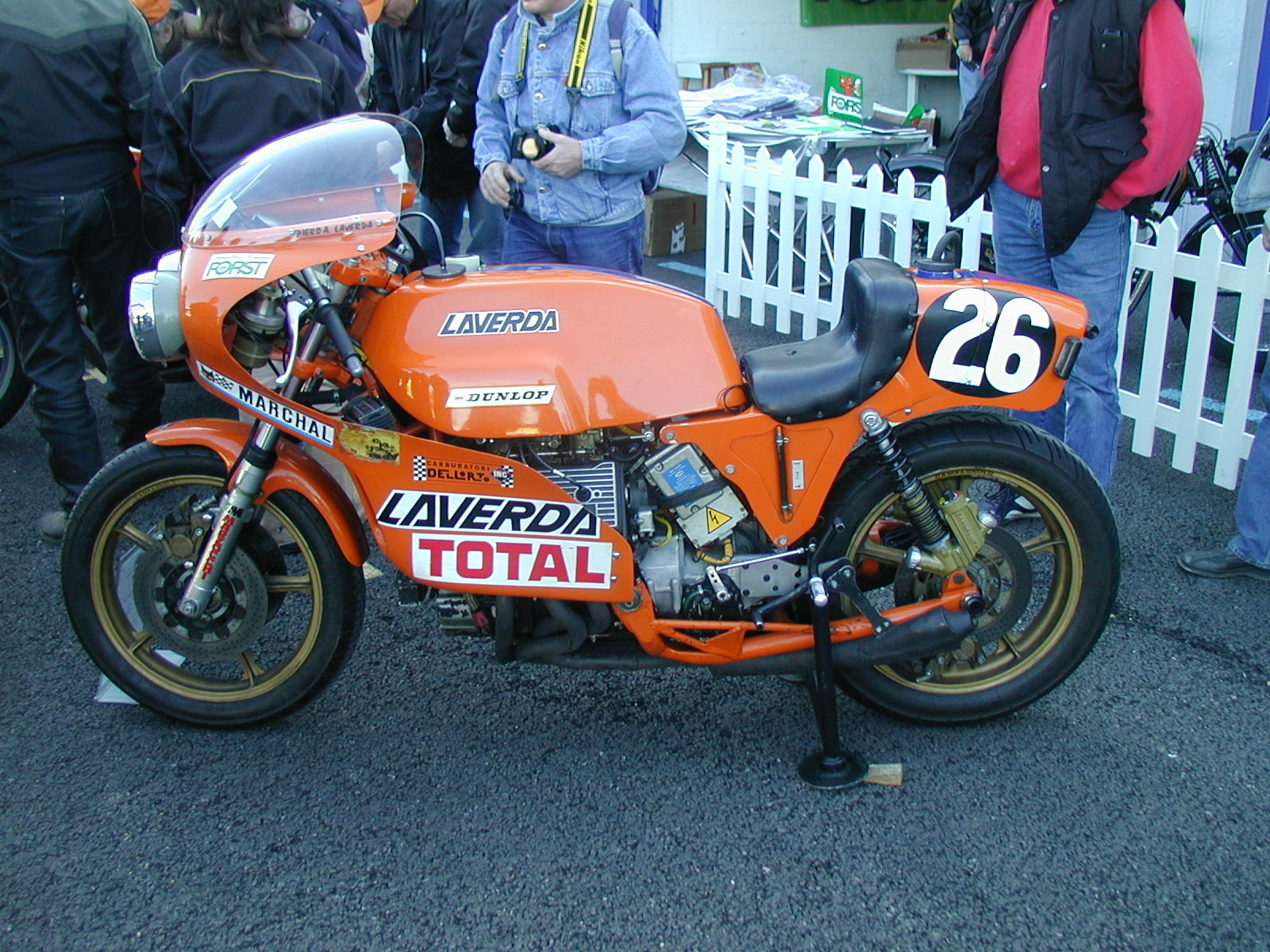
縦置きV型6気筒を採用した1978年式ラベルダ・V6

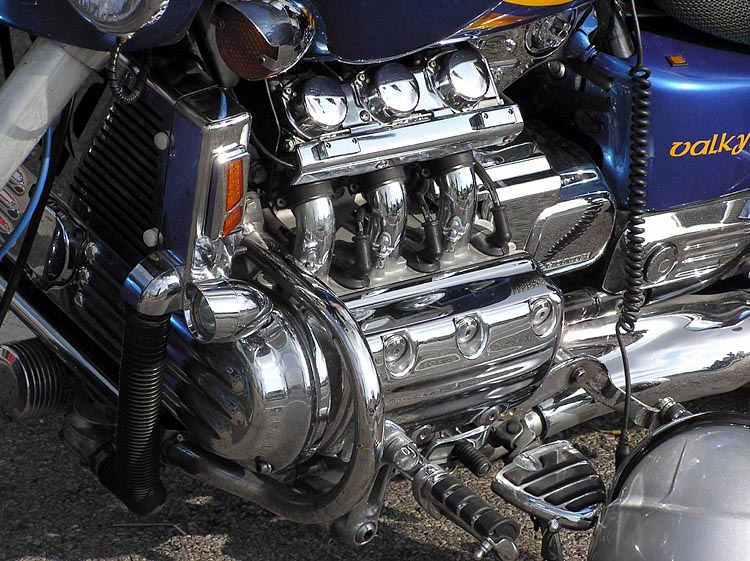
1997-2003年のホンダ・ワルキューレの縦置き水平対向6気筒エンジン

6気筒エンジンはオートバイ用としては、ホンダ・RC166のように初めは4気筒エンジンを上回る高回転域を目指すために用いられたが、現在では自動車と同様に静粛性を要求される車種にのみ用いられている。

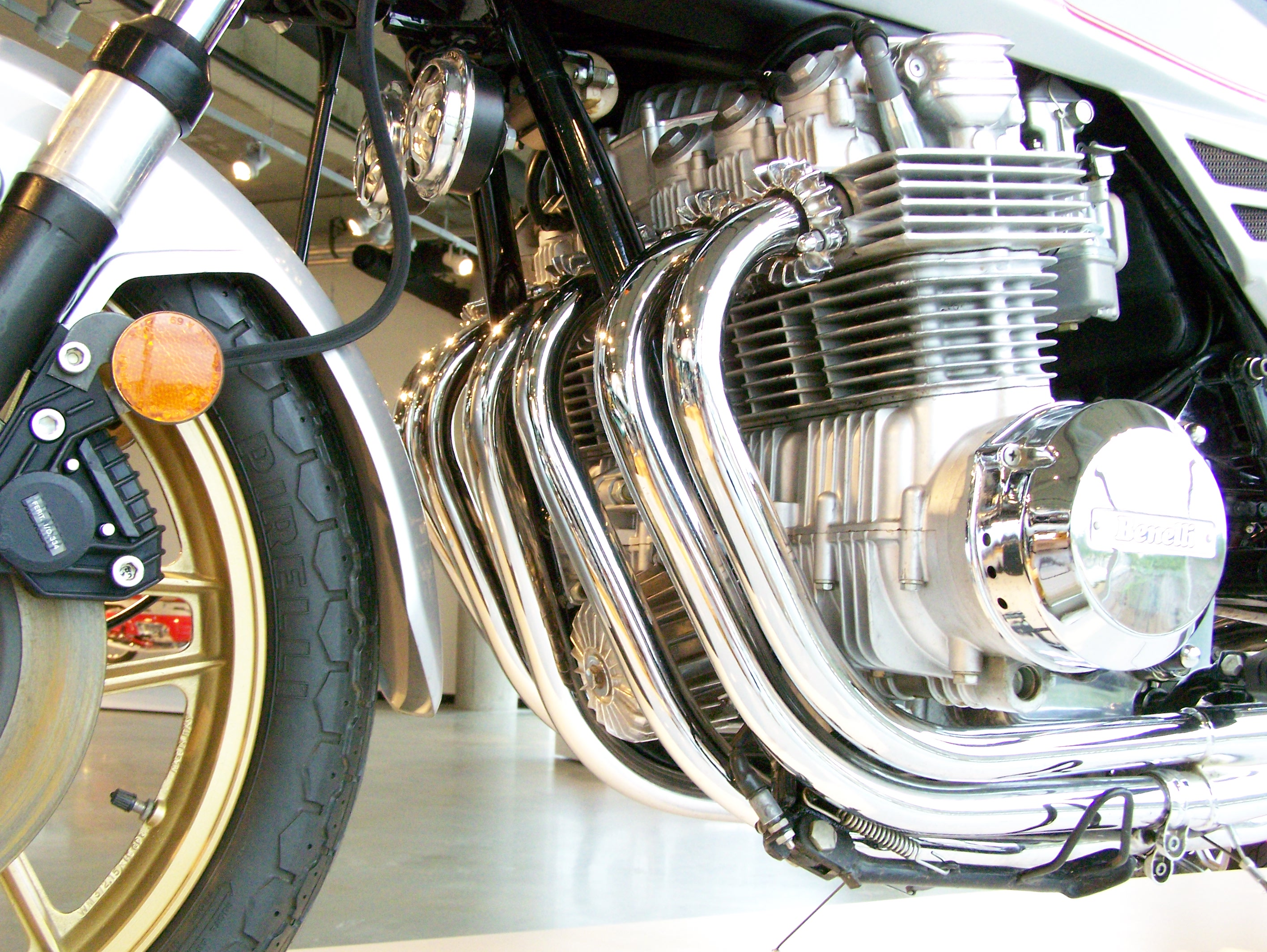
1972–1978年のベネリ・750セイの横置き直列6気筒エンジン

直列6気筒

直列6気筒はエンジン自体の大きさから、公道用の車種は大型のものに限定して用いられた。初めに登場したのは1972年のイタリアのベネリ・750セイで、その後1978年にホンダがホンダ・CBX1000を発売し、同時にカワサキもカワサキ・Z1300を発表した。いずれの車種も従来の4気筒エンジンのパフォーマンスを上回る高出力・高回転を達成するために直列6気筒を採用したが、直列4気筒の性能向上と共にその存在意義は薄れていき、現在ではその系統は途絶えている。近年、BMWからこの形式を採用した大型ツアラーのK1600 GTLが発売された。

V型6気筒

オートバイ用エンジンとしてはイタリアのラベルダが1977年のミラン・ショーに出展し、翌1978年のボルドール24時間耐久レースに出走させた996ccのラベルダ・V6が史上唯一の物である。

水平対向6気筒

オートバイではホンダ・ゴールドウイングやホンダ・ワルキューレルーンなどの高級オートバイが、静粛性と安定した高速性能の確保のために水平対向エンジンを敢えて用いている。

#### 8気筒
6気筒を超えるオートバイ用エンジンは、過去にV型8気筒の採用例がいくつかあった。

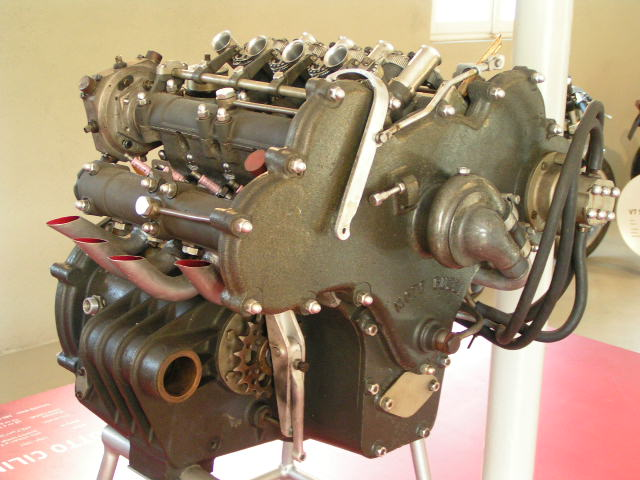
モト・グッツィが1957年に使用した:en:Moto Guzzi V8

V型8気筒

オートバイ用のV型8気筒エンジンは、1938年にen:Galbuseraが500ccの2ストロークV型8気筒を搭載し、1950年代にモト・グッツィがDOHC4ストロークの500ccエンジン500 cc V8(the Otto Cylindri)を2年間だけ世界選手権に投入した記録が残るのみで、その後は長くこの形式は用いられなかった。
1990年、オーストラリアのDrysdale Motorcycle Companyが750ccから1000ccのV型8気筒を採用したオートバイを生産した。Drysdaleのエンジンは特定の専用部品を除いては、様々な日本製スーパースポーツのエンジン部品を用いて組み立てられている。試作車としては1994年にモルビデリが液冷32バルブ847cc90°V8エンジンを搭載したスポーツツアラーバイクが記録に残るが量産されなかった。

#### その他

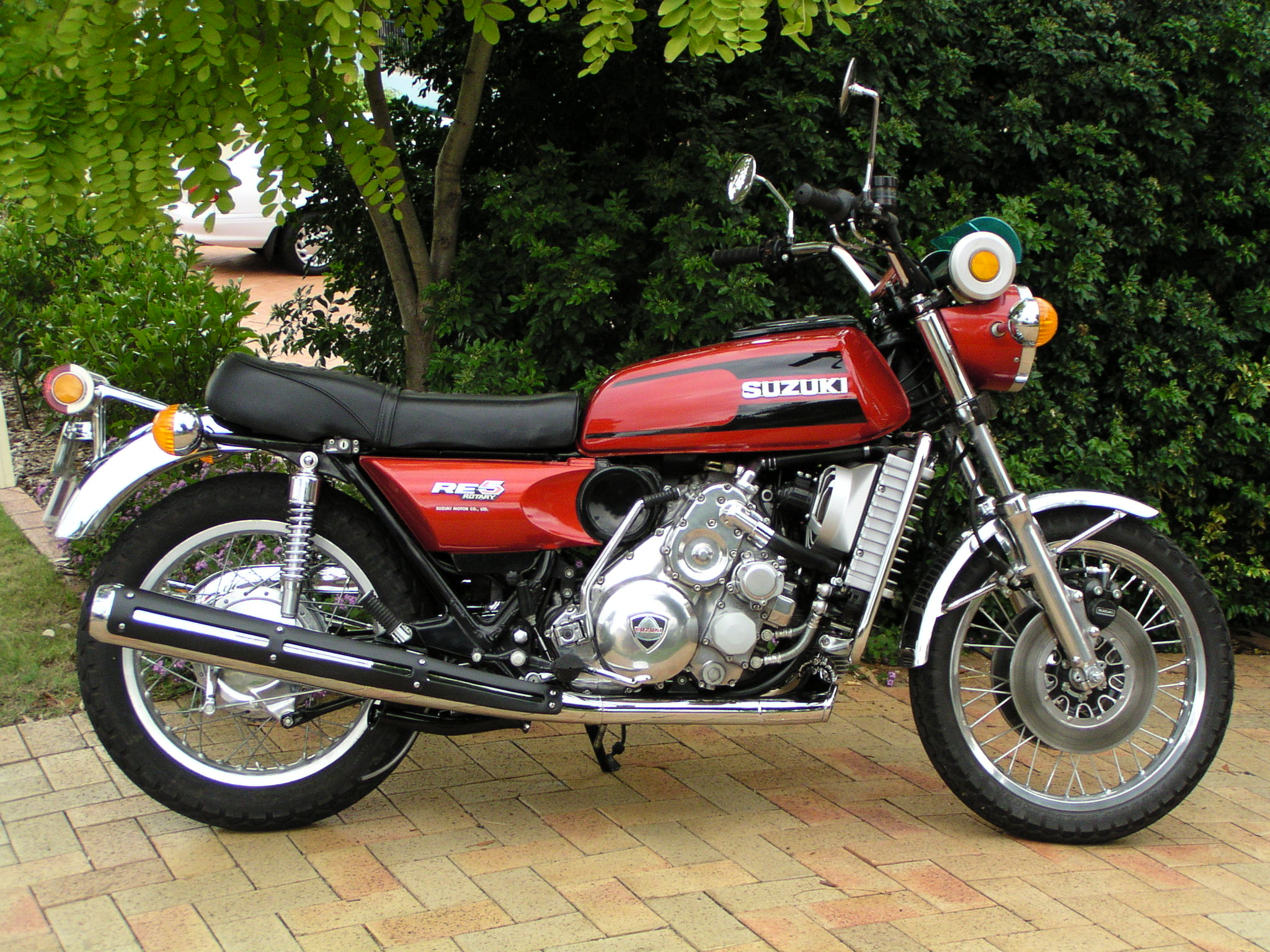
ロータリーエンジンを採用した1975年式スズキ・RE-5

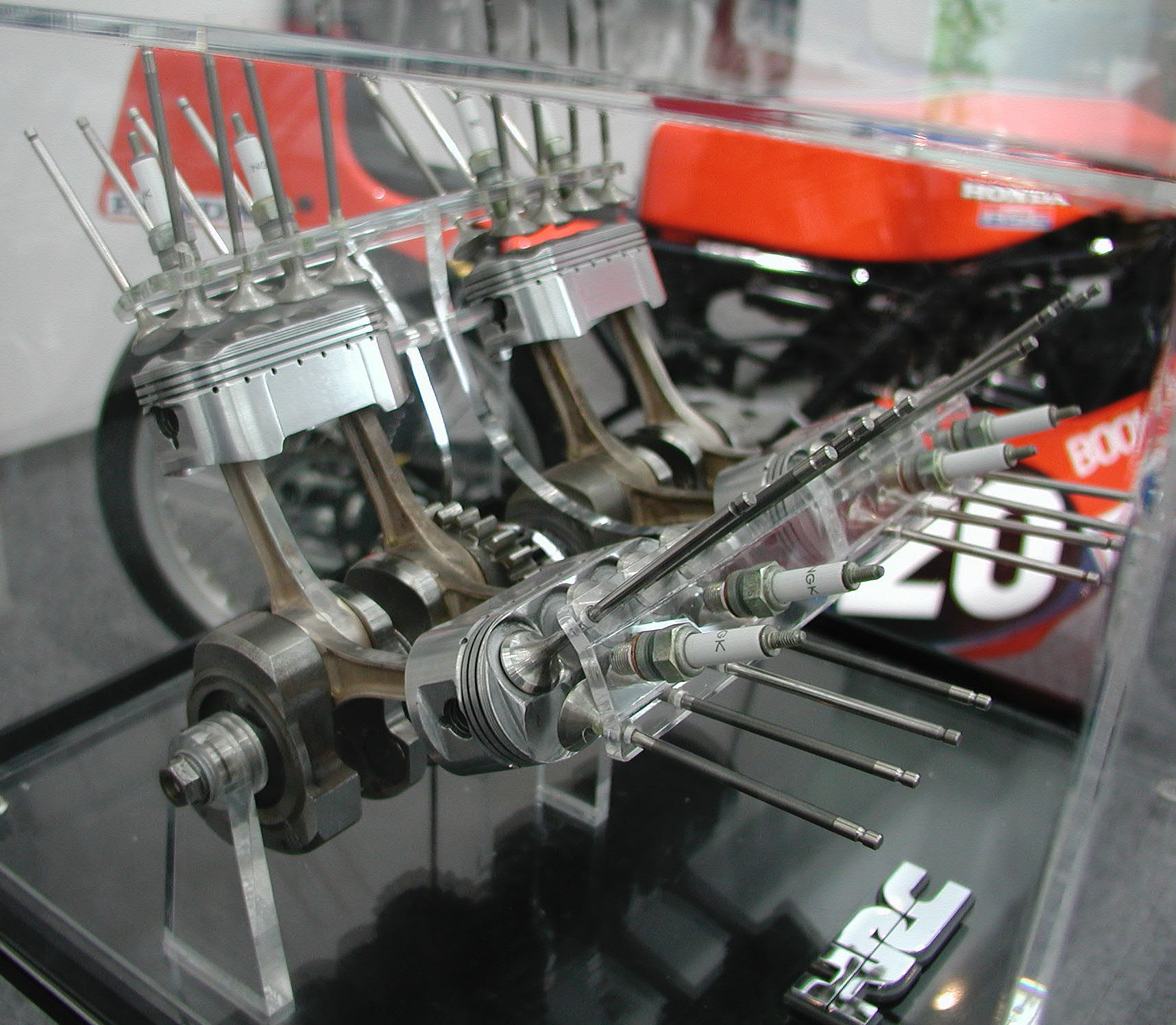
ホンダ・NR500の楕円ピストン

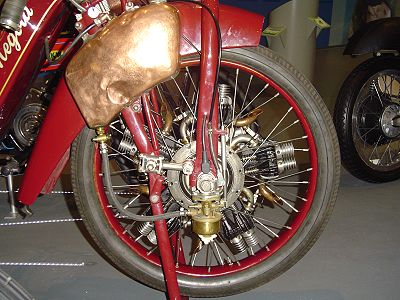
Megolaにおけるインホイールエンジンとしての回転式エンジン採用例

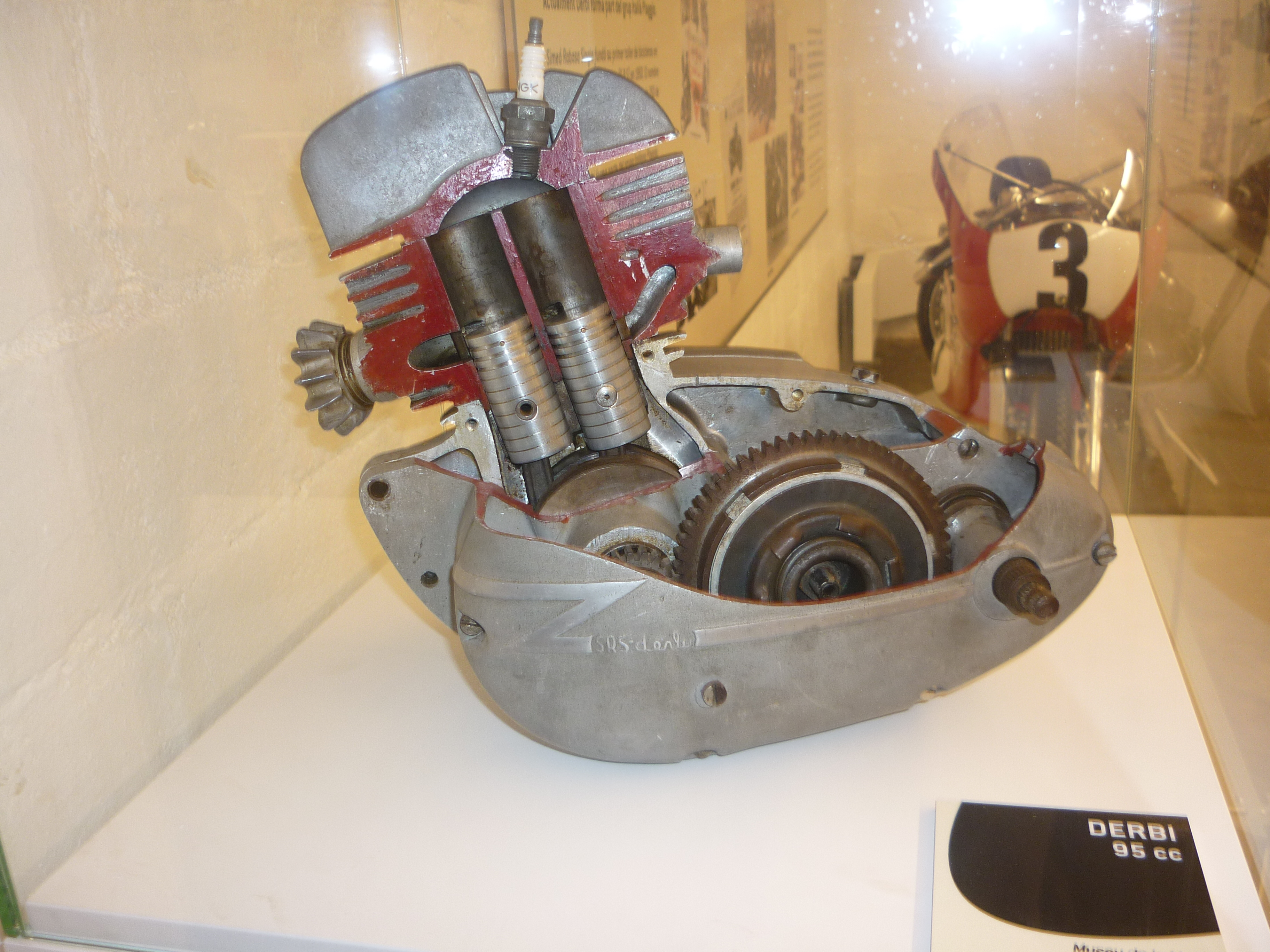
1954年式デルビ・95の単気筒2ピストンエンジン

ロータリーエンジン

フェリクス・ヴァンケルが考案したヴァンケル式ロータリーエンジンは、小型コンパクトで高出力を発揮するというコンセプトから、オートバイ用エンジンとして比較的早くから研究対象となってきた。歴史上は1970年にDKWがZF ザックスのエンジンを搭載して開発したハーキュレスW2000、1972年にヤマハ発動機がヤンマー製エンジンを用いて試作したヤマハ・RZ201、1972年から1980年に掛けてオランダのバンビーンが受注製造したバンビーン・OCR1000、1975年から76年に掛けてスズキが量産販売したスズキ・RE-5、1987年から1992年までイギリスのノートンが製造したノートン・インターポール2やノートン・コマンダーが知られているが、いずれも短命に終わっている。

楕円ピストン

楕円ピストンエンジンは、ホンダがロードレース世界選手権において、4ストロークの2倍の爆発回数を持つ2ストロークエンジンに同一排気量の4ストロークで対抗するという命題に対して真剣に向き合った結果生み出されたエンジンであり、V型8気筒のエンジンの隣り合う二つのシリンダーをつないで長円（楕円）型としたような形状のシリンダーを4つ持つV型4気筒エンジンである。

星型エンジン

元々は航空機用エンジンとして開発された星型エンジンは、エンジンの全高が大きくなりがちでオートバイ用エンジンとして採用される例はほとんどなく、後述のインホイールエンジンやモペッド用の回転式エンジンとして採用された例がいくつかある程度である。

回転式エンジン

星型エンジンと同じく元々航空機用エンジンとして開発された回転式エンジンも、オートバイ用エンジンとして搭載が検討された事例が複数見受けられる。
1900年代初頭、モペッドのペダルにあたる部分に小型の回転式エンジンを設置して動力源とする方法が試され、その後フロントホイール内部に回転式エンジンを搭載するインホイールエンジンが製作された。インホイールエンジンで最も大きな成功を収めたのがドイツのen:Megolaで、1921年から1925年にかけて少数が製造された。その後100年弱の時を経た2008年、アメリカのen:RevoPower社は自転車用の後付けエンジンであるThe Wheelを発売した。

スプリット・シングル

1912年にイタリアのガレリにより考案された2ストロークエンジンで、シリンダー内をユニフロー（一方向流れ）として掃気効率を向上するために1つの燃焼室に2つのピストンが用いられた形式である。オートバイ用としては戦前から1970年代前半まで、ドイツのDKWやオーストリアのプフによって、1シリンダー2ピストン式の2ストロークエンジンが製造されていた。スプリット・シングル(英: Split-single)とも呼ばれ、日本ではU型気筒エンジンとも呼ばれていた。

## ディーゼルエンジン

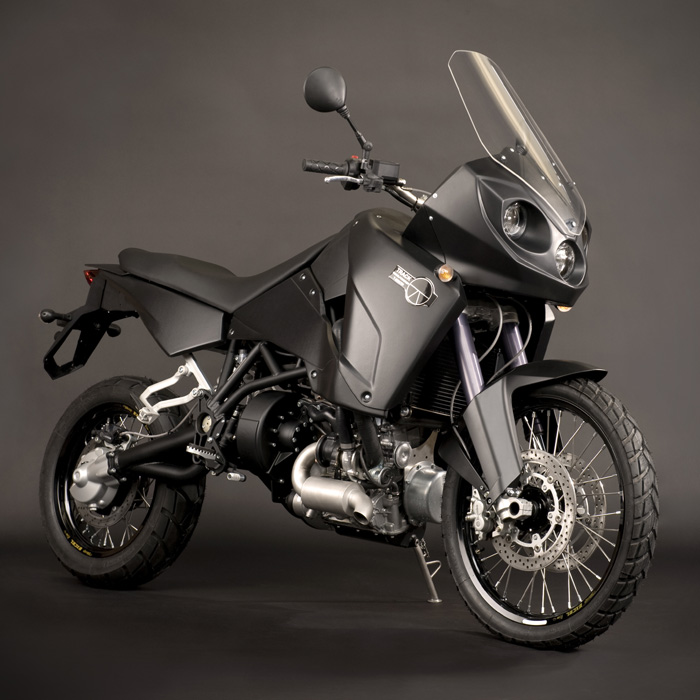
ディーゼルエンジンを採用する2011年式Track T-800CDI

ディーゼルエンジンは重量が同排気量のガソリンエンジンに比べて大きくなりがちで、最高回転速度も低くなる欠点があり、オートバイ用エンジンとして採用された例は少ない。しかし、低回転域のトルクが強く燃費も良い事から比較的古くから研究が行われてきた。インドに本拠を置く ロイヤルエンフィールドは1965年にディーゼルエンジンを搭載したオートバイを登場させた。近年では2006年11月、オランダのE.V.A.社がダイムラー・クライスラー製800cc3気筒ディーゼルエンジンを搭載したTrack T-800CDIを発表している他、ドイツのネアンダーが1400ccディーゼルターボエンジンのNeander 1400 TurboDieselの開発を2005年以降続けている。
軍事用としては内燃機関の燃料を全て軽油由来の燃料に統一でき、補給面での機材の簡略化と、攻撃を受けた際の火災のリスクを低く抑えられることから、研究が積極的に行われており、Hayes Diversified Technologies M1030 M1のように制式採用にこぎ着けたモデルも存在する。

## 他

### 電動機
電動オートバイは内燃機関に代わりバッテリーで電動機を駆動する。
排気ガスを排出せず、エンジン由来の振動や騒音が無いのが特徴である。
電動機は内燃機関とは異なり、低回転から最大トルクを発生するため変速機を必要とせず、駆動伝達部品を簡略化できる。ただし鉄道車両などでは目的のトルクを得るために減速機を接続することもある。

### ハイブリッドエンジン
ハイブリッドカーと同じく内燃機関と電動機を組み合わせたハイブリッドオートバイの研究も行われている。

### 水素燃料
水素燃料を使用するエンジンの研究も行われている。

## 冷却方式

### 水冷
水冷エンジンを搭載するオートバイの中にはラジエータファンを搭載しないものも少なくない。特に車体重量の軽いオフロードバイクなどではラジエータファンや駆動のため電源であるバッテリーを搭載するには、それらの重量や大きさなどがデメリットとして比較的大きく影響するためである。サーモスタットを持たないものも存在する。
近年では排ガス規制への対応のために燃焼室の温度制御は重要な要素となってきており、制御しやすい水冷エンジンの採用率が高くなっている。また、冷却水を循環させるためシリンダーブロックが二重構造となっている水冷エンジンは空冷に比べると騒音を抑えやすく、日本など一部の国で自動車騒音規制が厳しい事情には対応しやすい。

### 空冷
空冷エンジンは最も初期のオートバイから採用され続けている。シリンダー外部には表面積を大きくして外気への熱の放出を多くするために冷却フィンが設けられていて、独特の外観を持っている。より効率の良い冷却のために設計者は様々な形状の冷却フィンを考案し新型エンジンに採用した。エンジンが露出しているオートバイでは車体デザインの一部として扱われることも多く、水冷エンジンにも空冷の冷却フィンを模した外観のシリンダーブロックがデザインされる例も少なくない。スクーターの場合は走行風を受けにくい車体後方にエンジンが搭載されていることから、クランクの回転を動力とする強制空冷用のファンが設けられているものが多い。
空冷エンジンは水冷エンジンに比べ、部品の温度変化が大きくなりやすいため部品同士の間クリアランスは総じて広めに取られる場合が多く、加えて、ウォータジャケットのようにシリンダー周囲に音を抑えられる構造を持たないことから、エンジンの動作音が大きくなりがちになる。
一方、構造の単純さと製造コストの安さから途上国向けのオートバイでは未だに幅広い製品に用いられ続けている。あるいは、冷却フィンの造形や、エンジンを停止した後に金属部材が冷めていく際に響く音など、空冷エンジン特有の嗜好性には根強い愛好者も多く、空冷エンジンを搭載した新型車種もしばしばみられる。

### 油冷

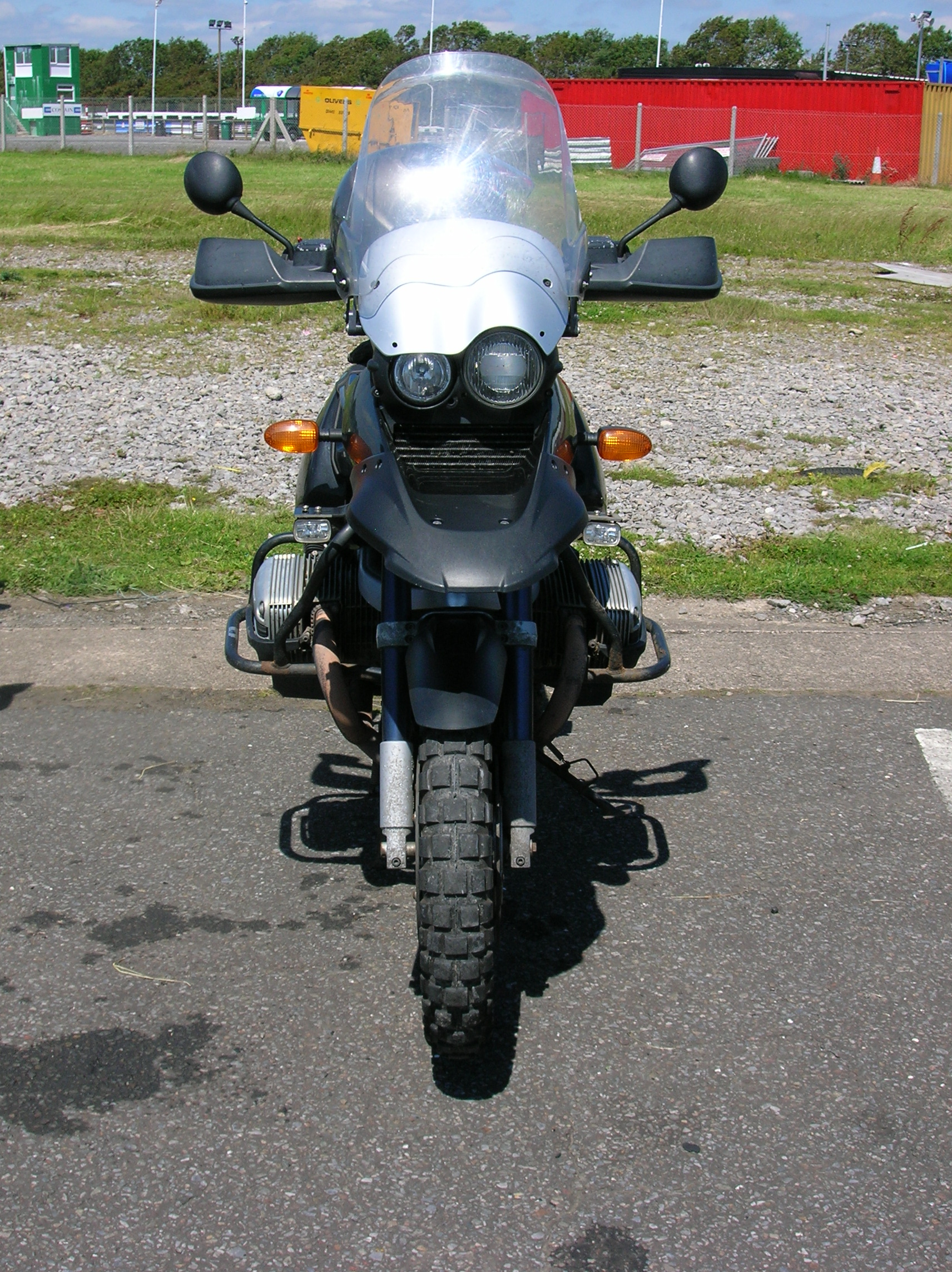
en:BMW R1150GSのフロントマスク。ヘッドライトの下に大型のオイルクーラーが見える

空冷エンジンの一種で、大量のエンジンオイルをより効率的に循環させて大型オイルクーラーで冷却することで、冷却効率を高めたものを油冷エンジンと呼ぶ場合がある。かつてはスズキが独自の技術を用いた油冷エンジンを搭載していたが、現在はジクサー250/SF250のみとなっている。

## エンジン補機類

### 燃料気化装置
オートバイ用エンジンの気化装置も排ガス規制の強化に伴って、キャブレターから燃料噴射装置へと移行している。1980年代から最上級車種の一部に電子制御式燃料噴射装置が搭載される流れを見せたこともあったが、当時はまだ電子機器の信頼性が確立されておらず、普及はしなかった。1990年代中盤以降からは強化される排ガス規制への対応のため、燃料噴射装置の採用が増えていくことになった。400cc以下の比較的小排気量のオートバイには制御機構が一部電子化されたキャブレターが用いられ続けていた。2000年代中期以降は排ガス規制が一層強化され、ほとんどの車種で三元触媒と同時に燃料噴射装置が採用されるようになった。

### 点火装置
オートバイ用エンジンの点火装置には古くはマグネトーとコンタクトブレーカーを組み合わせた機械式点火装置が用いられた。しかし、アメリカで最初の排ガス規制が施行されたことに伴い、1960年代の後半よりコンタクトブレーカーがCDIに置き換えられた電子制御式点火装置への移行が進んでいった。
マグネトーはフライホイールに取り付けられることが多かったことから、フライホイール・マグネトー式（フラマグ式）とも呼ばれた。電源をバッテリーに頼らないことが利点であったが、性能向上や排ガス規制への対応のために高度な点火時期制御が要求されるようになると、クランク角度センサーやパルシングローターからの信号をイグナイターやDC-CDIが検知して行うバッテリー点火が普及した。

### 始動装置
オートバイ用エンジンの始動装置は、かつてはキックスターターが一般的だった。初期のオートバイでは電機系の性能が低くてセルモーターを搭載できない理由があったほか、車体を軽量にできる利点があるため、現在でもキックスターターによる始動方式の車種は生産されている。初期のキックスターターはクラッチの出力軸を駆動していたため、ギアをニュートラルにしてクラッチを接続した状態でなければ始動できなかった。後に入力軸を駆動するプライマリーキックと呼ばれる形式が登場して始動が容易になった。排気量の大きな単気筒エンジンでは圧縮圧力による反力が大きいため、デコンプレッション機構と呼ばれるシリンダーの圧力を解放する機構が装備される場合も多かった。
1970年代中期頃からは、大排気量車を中心にキックスターターとセルモーターを両方搭載するセル・キック併用方式が普及しはじめ、オートバイは扱いやすい存在となっていった。その後、バッテリーは小型化し信頼性も高くなってきたことから、1980年代中期以降はセルモーターのみを装備してキックスターターを装備しない車種がほとんどとなった。オートバイ用エンジンのセルモーターは直結式がほとんどである。
一部にはリコイルスターターが装備された車種も存在する。競技用車両の中には軽量化のためにキックスターターすら装備されず、押しがけ専用となっている仕様のものも存在する。

### 過給機
オートバイ用エンジンにおいてターボチャージャーやスーパーチャージャーは一般的ではないが一部の車種で採用されたことがある。1980年代の初頭に一部のメーカーにより欧米販売車種を中心に導入された。2000年代、欧州ではプジョー・モトシクルから、スーパーチャージャー搭載のスクーターであるプジョー・ジェットフォース・コンプレッサーが販売された。2015年、カワサキはスーパーチャージャーを搭載したNinja H2ならびにNinja H2Rを発売した。